# Deois
Deois is een geslacht van halfvleugeligen uit de familie schuimcicaden (Cercopidae). De wetenschappelijke naam van dit geslacht is voor het eerst geldig gepubliceerd in 1949 door Fennah.

## Soorten
Het geslacht Deois omvat de volgende soorten:
- Deois flavopicta (Stål, 1854)
- Deois incompleta (Walker, 1851)
- Deois correntina (Berg, 1879)
- Deois grandis Sakakibara, 1979
- Deois knighti Carvalho & Webb, 2004
- Deois knoblauchii (Berg, 1879)
- Deois morialis (China & Myers, 1934)
- Deois mourei Cavichioli & Sakakibara, 1993
- Deois piraporae Sakakibara, 1979
- Deois pseudoflavopicta (Lallemand, 1938)
- Deois rubropicta Sakakibara, 1979
- Deois sexpunctata Carvalho & Webb, 2004
- Deois spinulata Costa & Sakakibara, 2002
- Deois terrea (Germar, 1821)
- Deois uniformis (Distant, 1909)
- Deois coerulea (Lallemand, 1924)
- Deois flexuosa (Walker, 1851)
- Deois bergi Costa & Sakakibara, 2002
- Deois constricta Carvalho & Webb, 2004
- Deois crenualata Costa & Sakakibara, 2002
- Deois schach (Fabricius, 1787)
- Deois transiens (Walker, 1851)